# Национальное законодательное собрание Судана
Национальное законодательное собрание Судана (араб. المجلس التشريعي السوداني‎; Al-Maǧlis al-Ttašriyʿiy) — парламент Судана, высший представительный и законодательный орган страны. Состоит из двух палат:
- Совет провинций Судана (араб. مجلس الولايات السوداني‎; Maǧlis al-Wilāyāt);
- Национальная ассамблея Судана (араб. المجلس الوطني السوداني‎; Al-Maǧlis al-Waṭaniy).